# Intérieurs hollandais
Les intérieurs hollandais sont une série de trois toiles peintes par Joan Miró en 1928 et inspirées par les peintres flamands du XVIIe siècle. Ainsi Intérieur hollandais I est une réinterprétation du Joueur de Luth de Martensz Sorgh, Intérieur hollandais II celle des Enfants apprenant la danse à un chat de Jan Havicksz Steen.

## Contexte
Au printemps 1928, lors d'un voyage en Belgique et en Hollande, Miró est impressionné par les maîtres hollandais du XVIIIe siècle. Après avoir acheté des cartes postales colorées de certaines toiles, il en réalise une réinterprétation.

## Description

### Intérieur hollandais I
La toile s'inspire du tableau intitulé "Le Joueur de Luth" de Martensz Sorgh.
L'œuvre reprend les éléments présents dans la toile de Martensz Sorgh, le Joueur de Luth : le luth, le joueur de luth, la nappe, les cadres au mur, les éléments derrière la fenêtre, le chien, le chat, la jeune femme, la carafe, le panier de fruits, etc. La position des objets dans la composition est globalement la même que sur la toile d'origine.
Les formes en revanche sont clairement mironiènes et reflètent l'importance relative des éléments dans la composition, plutôt que leur proportion physique. Ainsi le luth et la tête du joueur de luth occupent la majorité de l'espace, alors que la jeune femme est réduite à un détail fondu dans la nappe : elle fait partie du décor au même titre que les objets inanimés (carafe, fruits, etc. ).
Les couleurs s'inspirent également des teintes de la toile d'origine, mais l'intensité de la couleur est mironiène. Ainsi, le dégradé gris vert du mur du Sorgh devient un vert pomme chez Miro, les tons brun clair et ocre du luth du maître hollandais deviennent chez le peintre catalan un orangé dont les zones sombres sont noires, et le ciel gris blanc de la première toile devient jaune et rouge dans la seconde.
La toile est exposée au Museum of Modern Art à New York.
- Voir la toile Intérieur hollandais I de Joan Miro ;

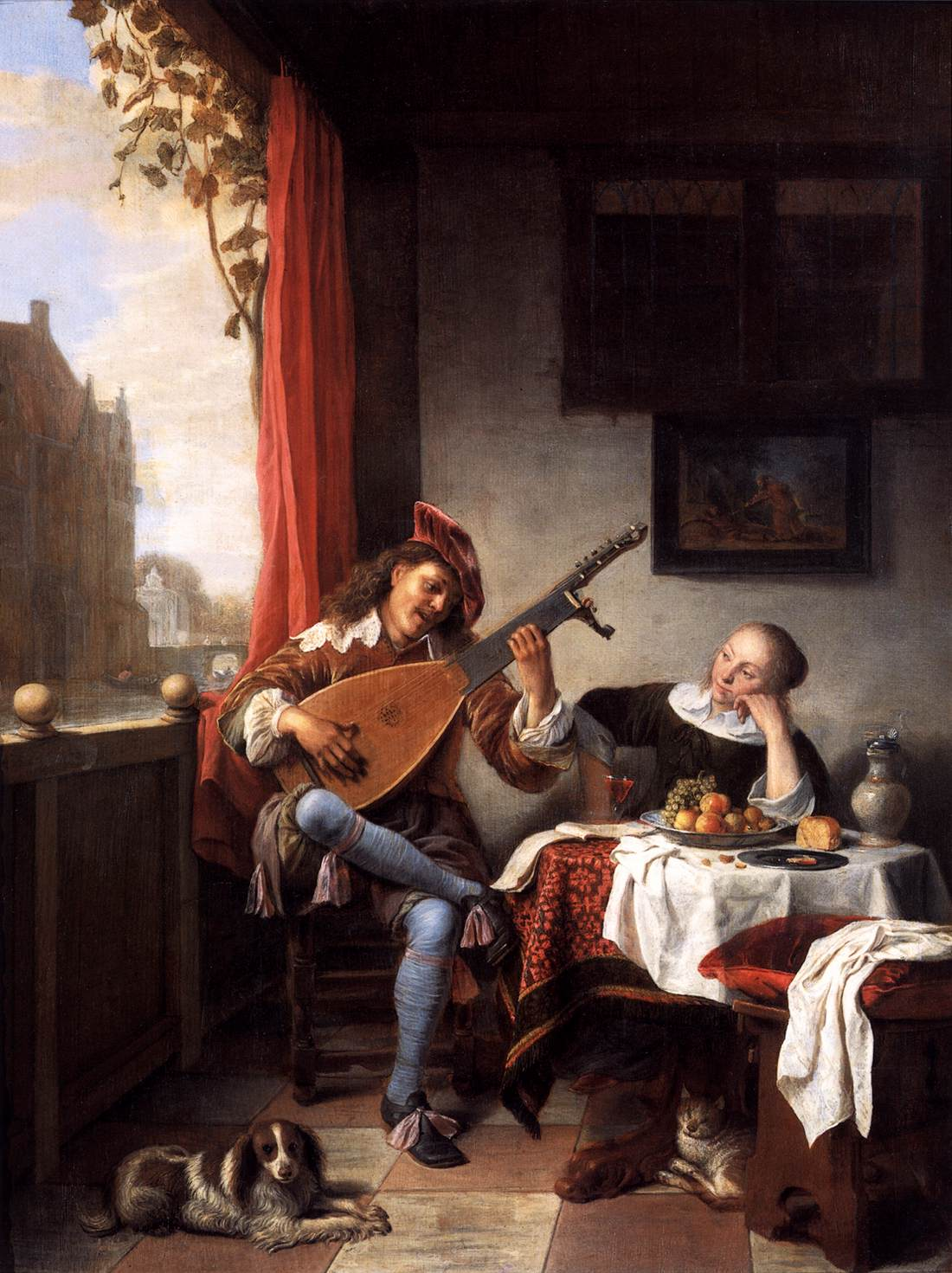
Le joueur de luth de Martensz Sorgh

### Intérieur hollandais II
La toile s'inspire s'inspire des Enfants apprenant la danse à un chat de Jan Havicksz Steen.
Le peintre réutilise la technique et la philosophie qu'il met à l'œuvre dans son Intérieur hollandais I. La scène est animée, les visages des enfants grimaçants, le chat et le chien prennent la majorité de l'espace, alors que les objets inanimés sont réduits à des détails. Le personnage inquiétant de Steen surveillant la scène depuis la lucarne est transformé par Miro en une paire d'yeux rouges se poursuivant en une longue queue qui encercle la scène et dont l'extrémité est un dard.
Comme pour la toile de Steen, les couleurs dominantes sont des tons de bruns, desquels se détachent le bleu de jeune fille - robe chez le premier, visage chez le second. Les taches orangées de Steen (chaussettes, coiffures) se retrouvent dans un rouge sombre chez Miro (yeux et queue du personnage surveillant la scène). 
La toile est exposée à la Fondation Solomon R. Guggenheim à Venise.
- « Voir la toile Intérieur hollandais II de Joan Miro »(Archive.org • Wikiwix • Archive.is • Google • Que faire ?) ;

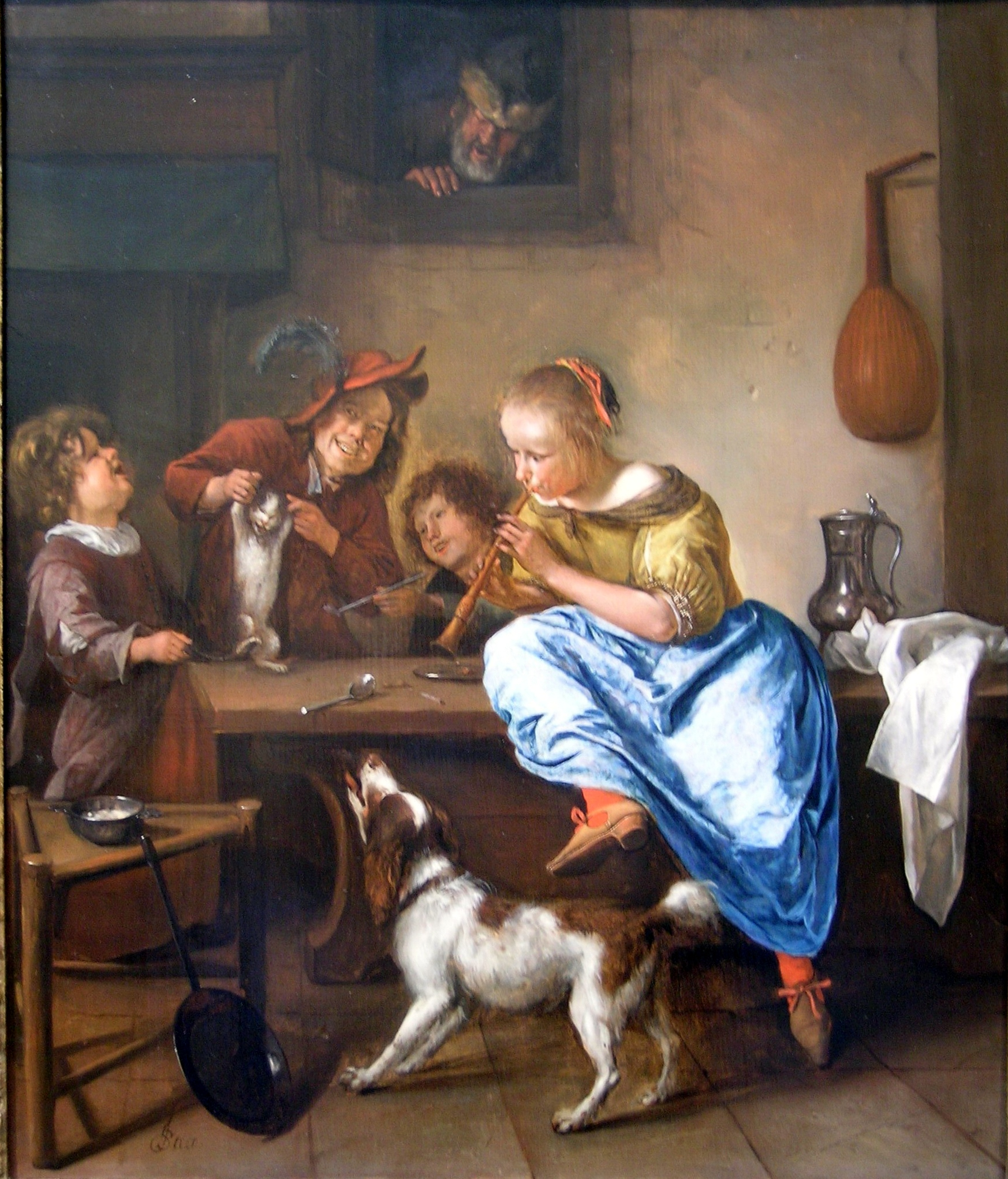
Enfants apprenant la danse à un chat, Jan Havicksz Steen

### Intérieur hollandais III
Si les deux premiers intérieurs hollandais ont été peints d'après des cartes postales des musées et sont facilement identifiables, ce n'est pas le cas de la troisième toile de la série. L'identification ne peut être aussi formelle. On retrouve néanmoins dans cette peinture de nombreux éléments de la jeune femme à sa toilette de Jan Steen.
Le mouvement du visage incliné et couvert par un châle, les chaussettes orange, le mouvement du bras se terminant en un pied nu, le chien blanc et noir sur le côté droit, les deux chaussures brunes en bas, le montant de la chaise en brun avec des vêtements violets, les éléments de le fourrure en blanc et jaune pâle du manteau.
La toile est exposée au Museum of Modern Art à New York.
- voir la toile Intérieur hollandais III de Miro ;

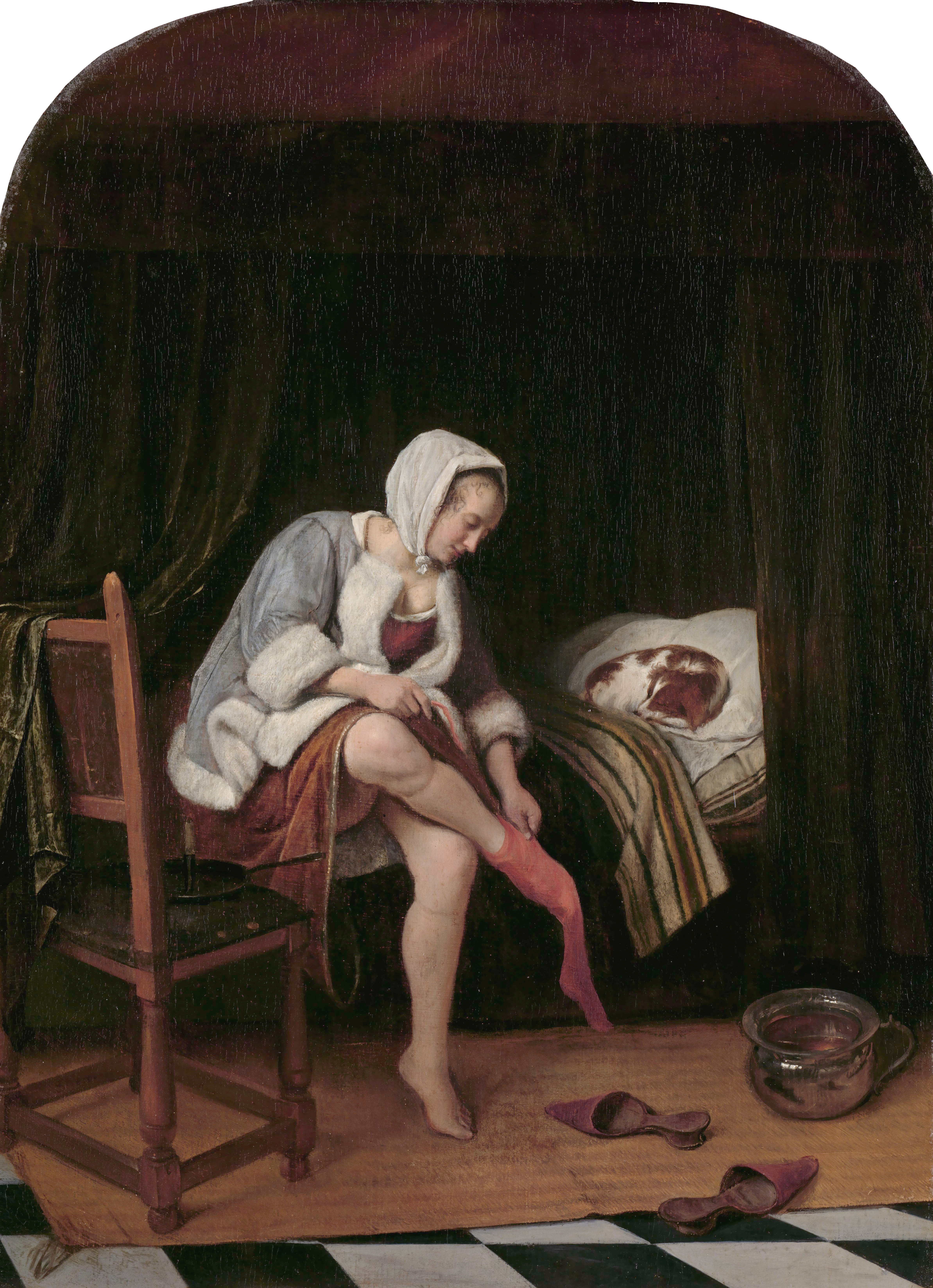
Jeune femme à sa toilette, Jan Steen